# Grímsvötn
Grímsvötn  (islandeză pentru vatn = lac și vötn=multe ), este un vulcan înconjurat de mai multe lacuri glaciare, vulcanul se află pe podișul Islandei având altitudinea de 1 725 m deasupra n.m. fiind sub calota ghețarului Vatnajökull. Sub ghețar se află două crăpături care sunt legate de camera magmei, Vulcanul este unul din cei mai activi vulcani ai Islandei împreună cu vulcanul Hekla, regiunea fiind una dintre cele mai fierbinți regiuni din lume.